# Aleksiej Alipow
Aleksiej Aleksandowicz Alipow (ros. Алексей Александрович Алипов; ur. 7 sierpnia 1975 r. w Moskwie) – rosyjski strzelec sportowy, dwukrotny medalista olimpijski, wielokrotny medalista mistrzostw świata. Specjalizuje się w konkurencji trap.
Jego ojciec i żona również uczestniczyli w igrzyskach olimpijskich.

## Igrzyska olimpijskie
Zadebiutował podczas igrzysk olimpijskich w 2000 roku w Sydney. W rywalizacji trapu zajął 9. miejsce, zaś w trapie podwójnym – 14. Na następnych zawodach w Atenach został mistrzem olimpijskim w konkurencji trapu, wyrównując rekord olimpijski. Cztery lata później w Pekinie zdobył brązowy medal, pokonując w dodatkowej rundzie Australijczyka Michaela Diamonda. Podczas igrzysk olimpijskich w 2012 roku w Londynie i w 2016 roku w Rio de Janeiro odpadał w kwalifikacjach. Został sklasyfikowany odpowiednio na 13. i 7. miejscu.
| Igrzyska | Miejscowość    | Konkurencja   | Kwalifikacje | Kwalifikacje | Finał | Finał   |
| Igrzyska | Miejscowość    | Konkurencja   | Wynik        | Pozycja      | Wynik | Pozycja |
| -------- | -------------- | ------------- | ------------ | ------------ | ----- | ------- |
| IO 2000  | Sydney         | Trap          | 114          | 9.           | NQ    | NQ      |
| IO 2000  | Sydney         | Trap podwójny | 131          | 14.          | NQ    | NQ      |
| IO 2004  | Ateny          | Trap          | 124 =        | 1. Q         | 149 = | złoto   |
| IO 2008  | Pekin          | Trap          | 121          | 1. Q         | 142   | brąz    |
| IO 2012  | Londyn         | Trap          | 120          | 13.          | NQ    | NQ      |
| IO 2016  | Rio de Janeiro | Trap          | 68           | 7.           | NQ    | NQ      |